# Strife (Computerspiel)
Strife: Quest for the Sigil ist ein Ego-Shooter-Computer-Rollenspiel, das von Rogue Entertainment entwickelt wurde. In Europa wurde es von Studio 3DO vertrieben, in Nordamerika von Velocity. Es erschien zunächst am 23. Februar 1996 als Shareware. Die Vollversion erschien am 31. Mai 1996. Es stellt den letzten kommerziell entwickelten Einzeltitel mit der id-Tech-1-Engine dar.
Night Dive Studios veröffentlichte es erneut unter dem Titel The Original Strife: Veteran Edition für PC bei GOG.com und Steam sowie für Nintendo Switch.

## Handlung
Der Spieler befindet sich auf einem fremden Planeten, der von den Klerikern „The Order“ mit strenger Hand regiert wird. Er schließt sich den Aufständischen „The Front“ an und beginnt von deren unterirdischen Hauptquartier, die Gewaltherrschaft der Unterdrücker zu brechen.

## Rezeption
Das Spiel belohne behutsames Vorgehen. Um gegnerische Wächter schleichen, anstatt sie frontal anzugreifen, ist oft vorteilhafter. Es fehlen jedoch echte Rollenspielelemente, wie etwa die Wahl zwischen verschiedenen Spielfiguren. Auch die Entwicklung des Helden ist minimalistisch. Es gibt lediglich zwei Talentwerte, eine Handvoll Waffen und Rüstungen. Die verwendete Technik war zum Veröffentlichungszeitpunkt bereits veraltet. Das Leveldesign sei gut, aber nicht vergleichbar aufwendig wie etwa bei Hexen, welches die gleiche Engine verwendet. Mit Duke Nukem 3D könne es sich nicht messen. Die Mischung aus Fantasy und Science-Fiction gehe auf. In den entscheidenden Phasen des Spiels trete der Rollenspielaspekt stark in den Hintergrund.